# Alejandro Armendáriz (hijo)
Alejandro Pablo Miguel Armendáriz (Saladillo, Buenos Aires, 29 de junio de 1967) es un médico y político argentino perteneciente a la Unión Cívica Radical, hijo del exgobernador de Buenos Aires (1983-1987), Alejandro Armendariz estudio en la Universidad de la Plata y se recibió de médico.

## Política[1]
Armendariz pertenece a la Unión Cívica Radical, Durante el segundo y tercer mandato (1995-1999 y 1999-2003) de Carlos Antonio Gorosito integró su gabinete durante 8 años como Director de Salud de Saladillo. En 2003 fue elegido concejal de Saladillo para el periodo 2003-2007 y reelecto para el periodo 2007-2011 y fue elegido por sus pares para presidir el Consejo Deliberante en esos cuatro años durante el quinto mandato de Gorosito, en el año 2011 resultó elegido diputado provincial de Buenos Aires por la lista de UDESO (alianza de Ricardo Alfonsín y Francisco de Narváez) por la séptima sección electoral para el periodo 2011-2015.[cita requerida]

### Presidente del Comité Provincial UCR de Buenos Aires 2012-2014
Entre 2012-2014 fue elegido Presidente del Comité de la provincia de Buenos Aires de la UCR con el ex intendente de Tres Lomas, Mario Espadala en la vicepresidencia 1.ª y en la vicepresidencia 2.º el diputado provincial, Sergio Panella, en tanto que la secretaría general estuvo a cargo de Cecilia Moreau. Su sucesor en el Comité Provincial fue Ricardo Alfonsín tras ganar en internas a Daniel Salvador 59,01% a 40,99%.
2012-2014
- Presidente: Alejandro Armendariz
- Vicepresidente: Mario Espadala.
- vicepresidente 2.º: Sergio Panella
- Secretario General: Cecilia Moreau

### De vuelta a Saladillo y a la presidencia del Consejo Deliberante (2015-actualidad)
En 2015 volvió a acompañar a Carlos Gorosito como primer concejal, elección que Gorosito perdió pero Armendariz fue elegido concejal y sus pares lo eligieron presidente del Honorable Concejo Deliberante de Saladillo, cargo que ocupa hasta la actualidad y el cual su predecesor fue su esposa María Alejandra Lordén que actualmente es diputada provincial y vicepresidenta primera del Comité Nacional de la Unión Cívica Radical en el periodo 2019-2021 siendo remplazada por María Luisa Storani.
El 15 de enero de 2022 asumió como intendente interino de Saladillo hasta el 31 de enero de ese año (16 días) ya que el intendente José Luis Salomón se tomó vacaciones. luego volvió a presidir el concejo deliberante cargo que tiene hasta ahora.

## Vida privada
Está casado con la diputada provincial María Alejandra Lorden y tienen dos hijos, Joaquín e Iñaki.

## Historia Electoral

### Elecciones Concejal de Saladillo 2003[8]
| Partido                    | Votos  | Porcentaje | Concejales |
| -------------------------- | ------ | ---------- | ---------- |
| Unión Cívica Radical       | 10.532 | 63,72%     | 5          |
| Partido Justicialista      | 3.664  | 22,17%     | 2          |
| Junta Vecinal de Saladillo | 1.876  | 11,35%     | 0          |
| Frente Popular Bonaerense  | 456    | 2,76%      | 0          |

Concejales: José Luis Solomon,  Patricio Sebastián López Mancinelli, Olga Mabel Secchi, Jorge Osvaldo Fiol y Alejandro Armendariz

### Elecciones Concejal de Saladillo 2007[9]
| Partido                   | Votos | Porcentaje | Concejales |
| ------------------------- | ----- | ---------- | ---------- |
| Unión Cívica Radical      | 8.580 | 48,65%     | 4          |
| Frente para la VictoriaPJ | 7.031 | 39,87%     | 3          |

Concejales: Alejandro Armendariz, Marta Luisa Melli, Vladimir Andrés Wuivich y Guillermo Gregorio Zudaire.

### Elecciones a Diputado Provincial 2011
| 7.º Sección Electoral 6 Diputados | 7.º Sección Electoral 6 Diputados         | 7.º Sección Electoral 6 Diputados | 7.º Sección Electoral 6 Diputados | 7.º Sección Electoral 6 Diputados |
| Partido/Alianza                   | Partido/Alianza                           | Votos                             | %                                 | Bancas                            |
| --------------------------------- | ----------------------------------------- | --------------------------------- | --------------------------------- | --------------------------------- |
|                                   | Frente para la Victoria                   | 185.247                           | 47,81                             | 4/6                               |
|                                   | Unión para el Desarrollo Social           | 85.248                            | 22,00                             | 2/6                               |
|                                   | Frente Amplio Progresista                 | 44.978                            | 11,61                             |                                   |
|                                   | Compromiso Federal                        | 19.143                            | 4,94                              |                                   |
|                                   | Frente Popular                            | 18.877                            | 4,87                              |                                   |
|                                   | Nuevo Encuentro                           | 12.234                            | 3,16                              |                                   |
|                                   | Frente de Izquierda y de los Trabajadores | 11.577                            | 2,99                              |                                   |
|                                   | Coalición Cívica ARI                      | 10.160                            | 2,62                              |                                   |
| Votos positivos                   | Votos positivos                           | 387.464                           | 83,92                             |                                   |
| Votos en blanco                   | Votos en blanco                           | 70.898                            | 15,36                             |                                   |
| Votos nulos                       | Votos nulos                               | 3.341                             | 0,72                              |                                   |
| Participación                     | Participación                             | 461.703                           | 79,07                             |                                   |
| Electores registrados             | Electores registrados                     | 583.936                           | 100                               |                                   |

### Elecciones Concejal de Saladillo 2015[10]
| Partido                    | Votos  | porcentaje | Concejales |
| -------------------------- | ------ | ---------- | ---------- |
| Cambiemos-UCR              | 13.080 | 64,07%     | 5          |
| Frente Para la Victoria-PJ | 5.973  | 29,26%     | 3          |
| Una Nueva Alternativa      | 1.363  | 6,68%      | 0          |

Concejales: Viviana Beatriz Rodríguez, Alejandro Armendariz,Pablo Alberto D. Censi ,Cecilia Cristina Rotundo y
Adriana Esther GAraventa.

### Elecciones Concejal Saladillo 2019[11]
| Partido                  | Votos  | porcentaje | Concejales |
| ------------------------ | ------ | ---------- | ---------- |
| Juntos por el Cambio-UCR | 11.940 | 54,01%     | 4          |
| Frente de Todos-PJ       | 9.649  | 43,51%     | 4          |

Concejales: Alejandro Armendáriz, Victoria Irañeta, Ignacio Bustingorri y Laura Lacunza

### Elecciones Concejal Saladillo 2023[12]
| Partido                  | Votos | porcentaje | Concejales |
| ------------------------ | ----- | ---------- | ---------- |
| Juntos por el Cambio-UCR | 9.579 | 46,33%     | 4          |
| Unión por la Patria-PJ   | 7.007 | 33,89%     | 3          |
| La Libertad Avanza       | 4.088 | 19,77%     | 1          |

Concejales: Alejandro Armendáriz, María Laura De Lusarreta, Mauricio Tomas Dolcce, Laura Nelida Lacunza.